# Mathías Suárez
Mathías Suárez (Montevideo, 24 juni 1996) is een Uruguayaans voetballer die doorgaans als rechtsback speelt. Hij tekende in januari 2019 bij Montpellier HSC. In 2018 debuteerde Suárez voor Uruguay.

## Clubcarrière
Suárez werd geboren in Montevideo en is afkomstig uit de jeugdopleiding van Defensor Sporting. Tijdens het seizoen 2013/14 debuteerde hij in het eerste elftal. In totaal speelde hij 130 competitiewedstrijden voor Defensor, waarin hij viermaal scoorde. In januari 2019 werd de Uruguayaans international verkocht aan Montpellier HSC. Hij tekende een contract tot medio 2023 bij de Zuid-Franse club.

## Interlandcarrière
Op 16 november 2018 debuteerde Suárez voor Uruguay in een vriendschappelijke interland tegen Brazilië. Vier dagen later stond hij ook in de basiself tegen Frankrijk.